# サチン・テンドルカール
サチン・ラメシュ・テンドルカール（Sachin Ramesh Tendulkar、マラーティー語: सचिन रमेश तेंडुलकर 、1973年4月24日 - ）は、インドのマハーラーシュトラ州のムンバイ出身の元プロクリケット選手。右投右打。バッター。様々な大記録を達成しているその業績からクリケットの神様（God of Cricket）とも評されている。元インド連邦議会上院議員。マザー・テレサも受賞歴のあるバーラト・ラトナ賞をスポーツ選手として初受賞。

## 概要

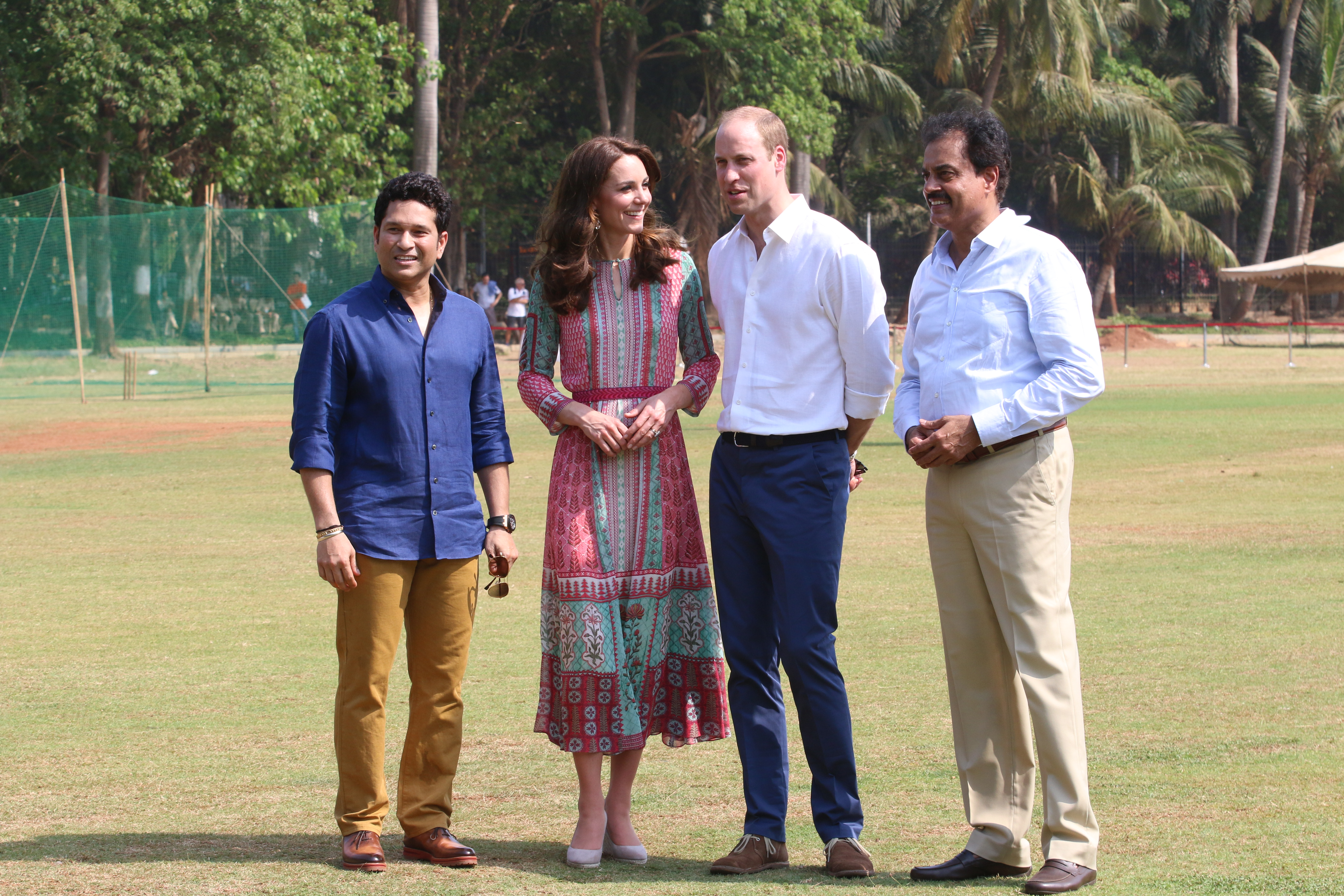
テンドルカール（左）は2016年、インドを訪問中のイギリス王室のウィリアム王子夫妻とクリケットをした。

クリケットの長い歴史の中でも最も偉大な選手の一人とみなされている。テスト・クリケットで史上最多の通算15,921得点（ラン）、ODI（ワン・デイ・インターナショナル）方式で史上最多の通算18,426得点を記録。テストとODIの合計で3万得点を越えている世界で唯一の人物である。また最高峰の世界選手権に位置づけられているクリケット・ワールドカップで史上最多の通算2,278得点。1試合100得点以上のセンチュリー (クリケット)がテストで史上最多の通算51回、ODIで史上最多の通算49回であり、合計で100回を記録した。1989年に弱冠16歳でインド代表としてテストとODIデビュー。2013年に40歳で現役を引退した。
2002年にクリケットのバイブルとして知られるウィズデン・クリケッターズ・アルマナックによって、歴代でドナルド・ブラッドマンに次ぐ2番目に偉大なテストバッター、ODIバッターにおいてもヴィヴ・リチャーズに次ぐ2番目に偉大な選手と評価された。キャリア晩年や引退後の評価では、ブランドマンやリチャーズを上回り、史上最高のバッターとの評価を受けることも多い。2010年にアメリカのタイム誌によって、世界で最も影響力のある100人に選出された。2013年にウィズデン・クリケッターズ・アルマナックによって、150年間の歴代ワールドイレブンに選出された。
国民からも大変な尊敬を受けており、2014年にはマザー・テレサも受賞歴のあるインドにおいて民間人を讃える褒章としては最高の栄典であるバーラト・ラトナ賞を受賞。ほかにもインドスポーツ界において最高栄誉であるラジーヴ・ガンディー・ケール・ラトナ賞等受賞した。X（旧Twitter）公式アカウントのフォロワー数は4000万を超えており、世界のスポーツ選手の中でクリスティアーノ・ロナウド、ヴィラット・コーリ、ネイマール、レブロン・ジェームズに次いで5番目に多い（2024年現在）。

## 略歴
兄の紹介によりクリケットをはじめ、11歳でカンガクリケットリーグでクリケット選手としてデビュー、1989年11月5日、16歳でパキスタンとのテストマッチでインド代表としてデビューを果たすと、その後主に、ムンバイクリケットチーム、インド代表として活躍していた。インド代表としては2011年にクリケットワールドカップの決勝でスリランカを破り優勝した。2013年にクリケット界から引退。2019年にはICCクリケット殿堂入りした。

## 経歴
1973年、大学の教師をしていた作家で詩人のラメッシュ・テンドゥルカルと、保険業界で働いていた母ラジニの間に生まれた。父の好きだった作曲家サチン・デヴ・バーマンにちなんで命名された。9歳のとき、学校のチームでクリケットを始めた。彼のコーチは、サチンがボールを強く打つことを好むと認識していたため、バッツマンとして起用された。11歳で1イニング50ランを記録し、翌年のインド学校選手権ハリス・シールドで初のセンチュリーを達成した。13歳のとき、学校対抗戦で2336ランを記録し、その中には数々のセンチュリー跨ぎや2度のダブルセンチュリー（1イニング200ラン）も含まれていた。これがボンベイのセレクターの目に留まり、1987年11月14日にテンドルカルをトレーニングに招いた。その後、時々チームの代役として起用されたが、当初はレギュラー選手ではなかった。

## 代表経歴

### 1999クリケットワールドカップ
1999年のクリケット・ワールドカップの最中に、テンドルカールの父が死去し、父の最後の儀式に出席するためインドに戻り、ジンバブエとの試合を欠場した。しかし、復帰したクリケットケニア代表との試合では16本のバウンダリーと3本のシックスを放ち101球で140ランを記録し、父親に捧げるセンチュリーを達成した。

### 2003クリケットワールドカップ
2003年のクリケット・ワールドカップでは11試合に出場、673ラン2ウィケットを記録し 、インドの決勝進出に貢献した。大会はオーストラリアが優勝したが、テンドルカールは大会最優秀選手賞を受賞した。

### 2007クリケットワールドカップ
テンドルカールとラーフル・ドラヴィド率いるインドクリケットチームは散々な結果に終わった。大会前からスランプだったテンドルカールはバングラデシュ戦では7得点、スリランカ戦では0得点しか得点できず、インド代表はグループステージ敗退を喫した。その結果、元オーストラリア代表キャプテンのイアン・チャペルは、新聞のコラムでテンドルカールに引退を求めた。
バングラデシュ戦とスリランカ戦の敗戦後、テンドゥルカルはうつ病を患い、クリケットから引退しようと考えたが、ヴィヴ・リチャーズとアジット・テンドゥルカルがそれを止めた。テンドルカールによると、2007年3月23日、バングラデシュ戦の敗戦は彼のクリケット人生で最悪の日のひとつだという。

### 2011クリケットワールドカップ
2011クリケットワールドカップではテンドルカールは9試合で合計482ランを記録し、インド代表は2度目となる優勝を果たした。

## プレイスタイルとキャリア統計
テンドルカールはクロスドミナンスであり、バッティング、ボウリングは右手で使うが、ペンなどを書くときは左手で使う。ESPNcricinfoのとあるコラムニストは彼のことを「同時代で最も健全なバッツマン」と評している。彼のバッティングは、不必要な動きや派手さを抑えながら、完全なバランスと冷静さに基づいており、クリケット史上最高の選手と称されるドナルド・ブラッドマンとスタイルが似ている。南アフリカやオーストラリアなどの硬くて弾むクリケットピッチで何度もセンチュリーを達成している。また、絵に描いたような完璧なストレートドライブ（野球でいうセンター返しのようなもの）でも有名である。
|                  | テスト | ODI | 合計 |
| ---------------- | ------ | --- | ---- |
| オーストラリア   | 11     | 9   | 20   |
| スリランカ       | 9      | 8   | 17   |
| 南アフリカ共和国 | 7      | 5   | 12   |
| イングランド     | 7      | 2   | 9    |
| ニュージーランド | 4      | 5   | 9    |
| 西インド諸島     | 3      | 4   | 7    |
| ジンバブエ       | 3      | 5   | 8    |
| パキスタン       | 2      | 5   | 7    |
| バングラデシュ   | 5      | 1   | 6    |
| ケニア           | -      | 4   | 4    |
| ナミビア         | -      | 1   | 1    |
| 合計             | 51     | 49  | 100  |

| テスト・クリケットでの成績 | テスト・クリケットでの成績 | テスト・クリケットでの成績 | テスト・クリケットでの成績 | テスト・クリケットでの成績 | テスト・クリケットでの成績 | テスト・クリケットでの成績 |
| -------------------------- | -------------------------- | -------------------------- | -------------------------- | -------------------------- | -------------------------- | -------------------------- |
|                            | 試合                       | 累計ラン                   | 最高得点                   | 打率                       | 100s                       | 50s                        |
| ホーム                     | 94                         | 7216                       | 217                        | 52.67                      | 22                         | 32                         |
| アウェイ                   | 106                        | 8705                       | 248*                       | 54.74                      | 29                         | 36                         |

| 国際試合での成績 | 国際試合での成績 | 国際試合での成績 | 国際試合での成績 | 国際試合での成績 | 国際試合での成績 | 国際試合での成績 |
| ---------------- | ---------------- | ---------------- | ---------------- | ---------------- | ---------------- | ---------------- |
|                  | 試合             | 勝利             | 敗北             | 引き分け         | 同点             | 無結果           |
| テスト           | 200              | 72               | 56               | 72               | 0                | –                |
| ODI              | 463              | 234              | 200              | –                | 5                | 24               |
| T20I             | 1                | 1                | –                | –                | –                | –                |

## エピソード
- アニメ「スーラジ ザ・ライジングスター」では主人公が入団するムンバイ・チャンピオンズの主将サミールのモデルになった[21]。
- 100mの世界記録保持者であるウサイン・ボルトは、少年時代に憧れていたクリケット選手としてテンドルカールを挙げている[22]。ボルトは「私はクリケットで育った。父親がクリケットの大ファンであり、今もそうだ。クリケットは私の血の中にずっと流れている。」と語った[23]。

- 世界のスポーツ選手として有数の億万長者であり、25億ルピー（約43億円）[注 2]のプライベートジェットを所有している[24]。

## 栄典

### インド政府

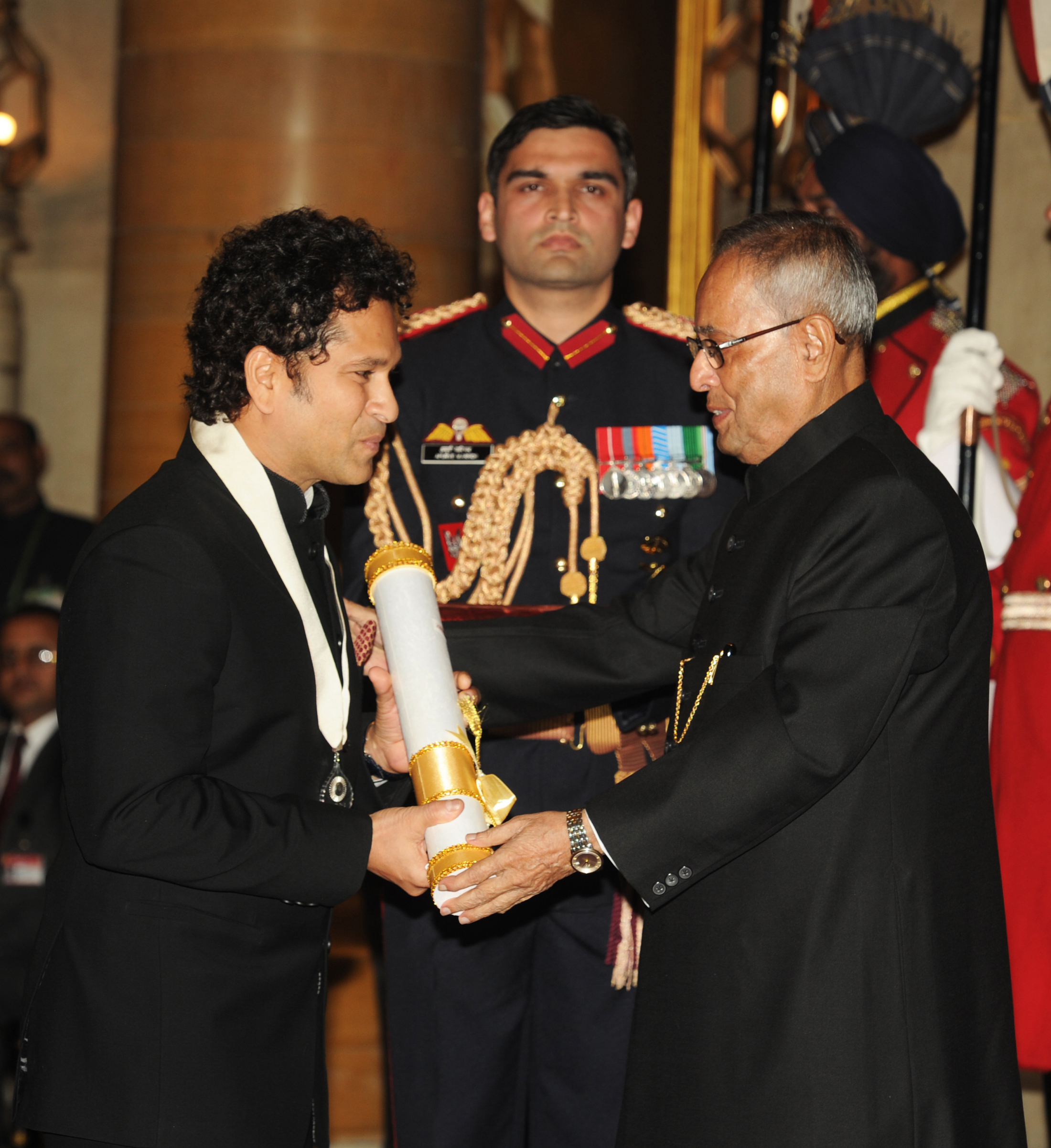
ムカルジー大統領からバーラト・ラトナ賞を授与されるテンドルカール。2014年2月、インド大統領官邸のラシュトラパティ・バワンにて

- 1994 - アルジュナ賞（英語版）：インドのスポーツ界における栄誉賞
- 1997-98 - ラジーヴ・ガンディー・ケール・ラトナ賞（英語版）：インドのスポーツ界における最高栄誉賞
- 1999 - パドマ・シュリー勲章：インドの民間人に贈られる四番目に格式がある勲章
- 2008 - パドマ・ヴィブーシャン勲章（英語版）：インドの民間人に贈られる二番目に格式がある勲章
- 2014 - バーラト・ラトナ賞：インドの民間人に贈られる最も格式がある勲章

### インド地方政府
- 2001 - マハーラーシュトラ・ブーシャン賞（英語版）：民間人に贈られるマハーラーシュトラ州で最も格式がある賞

## 画像

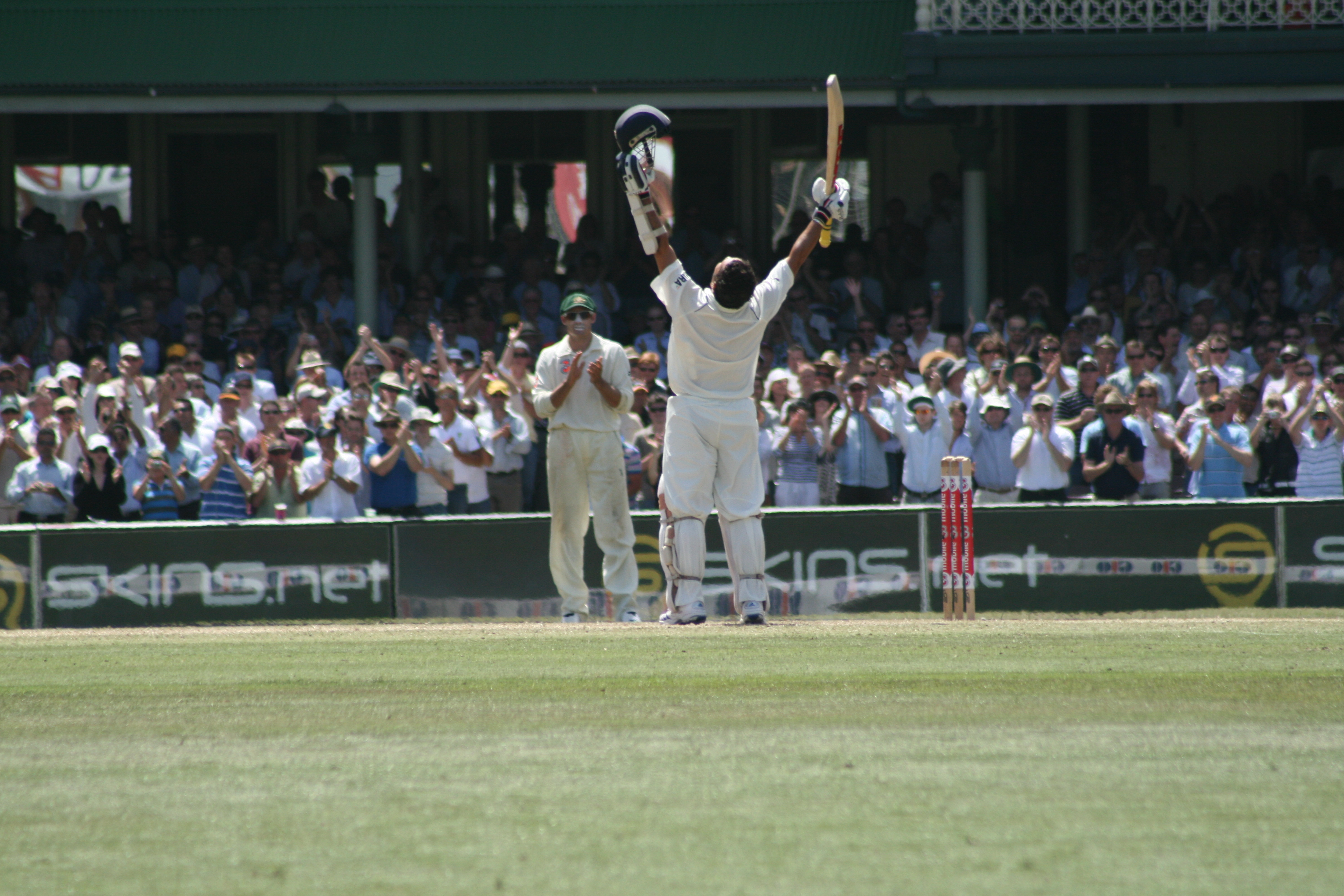
2008年のオーストリア戦でセンチュリーを達成し、祝福されている様子
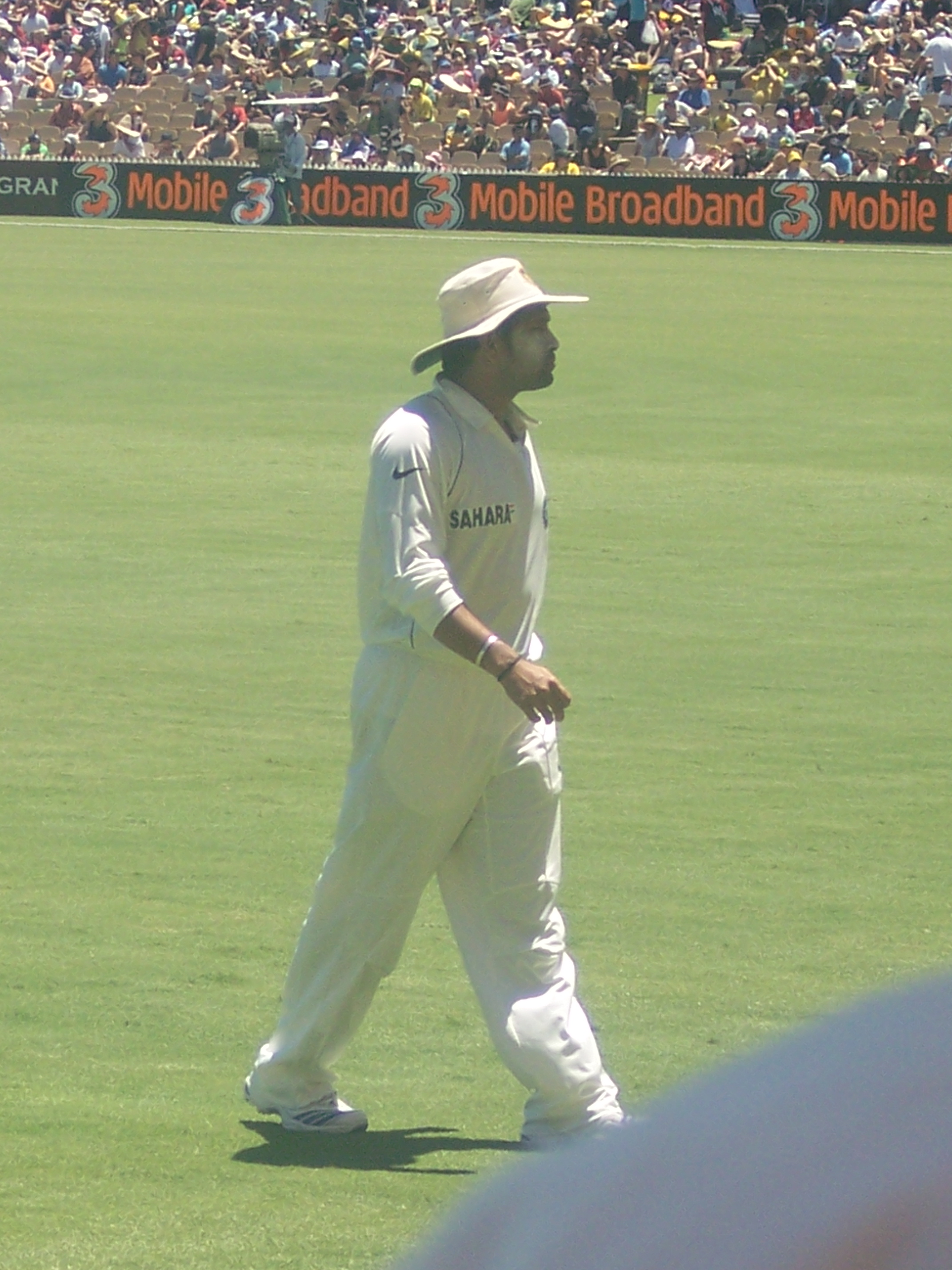
アデレード・オーバルでの対オーストラリア4テストシリーズでテンドルカール
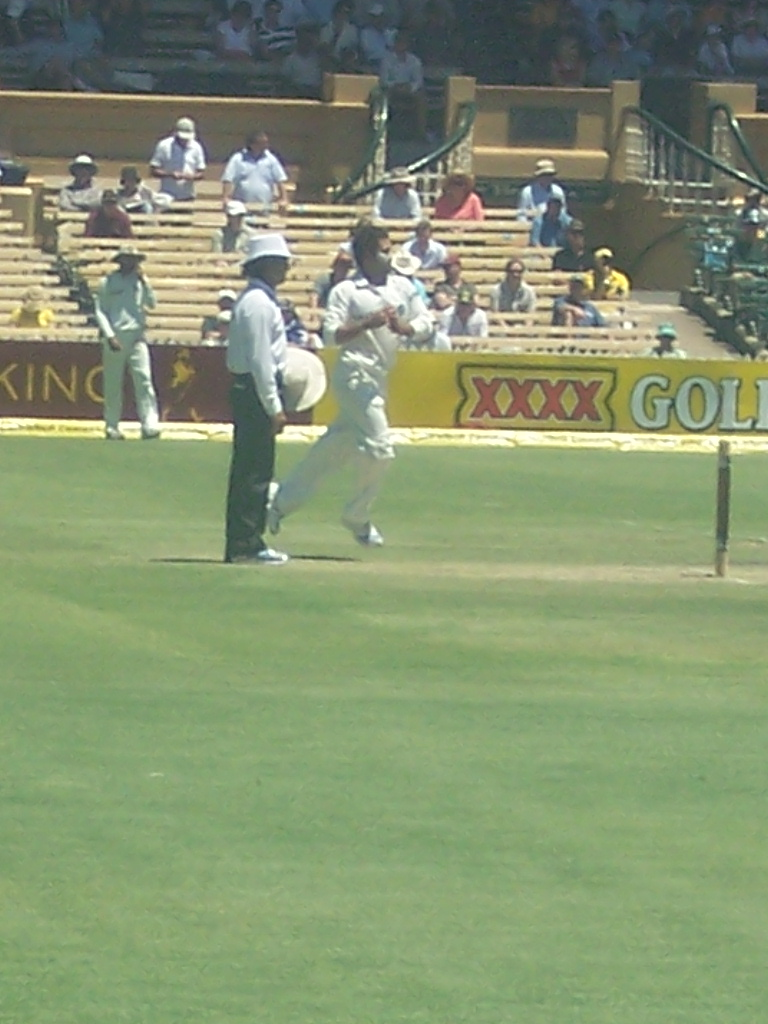
ボウリングするテンドルカール
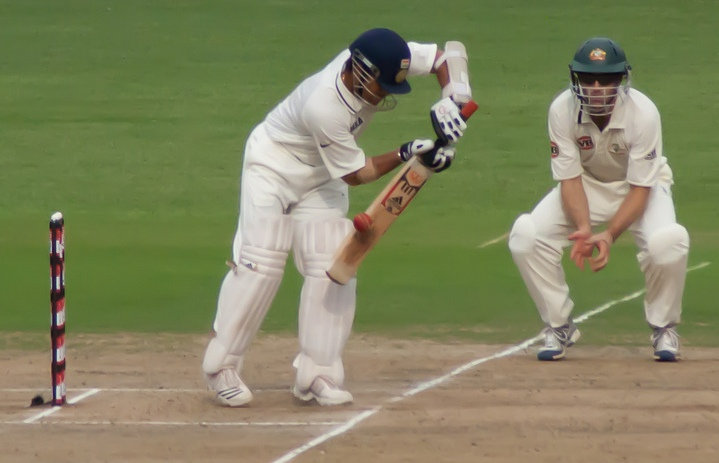
ボールを打つテンドルカール
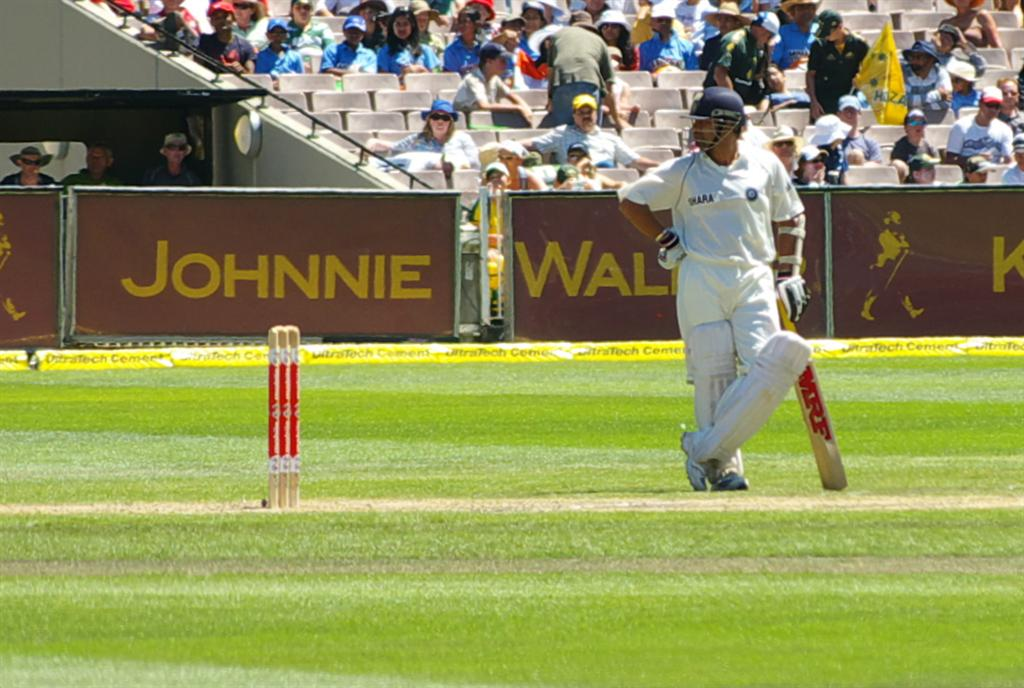
2007年、メルボルン・クリケット・グラウンドにて
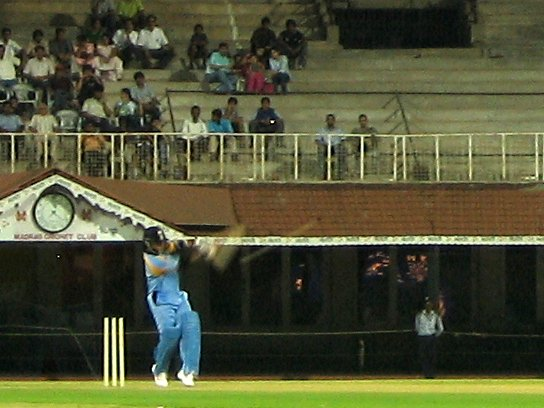
シックスを放つテンドルカール
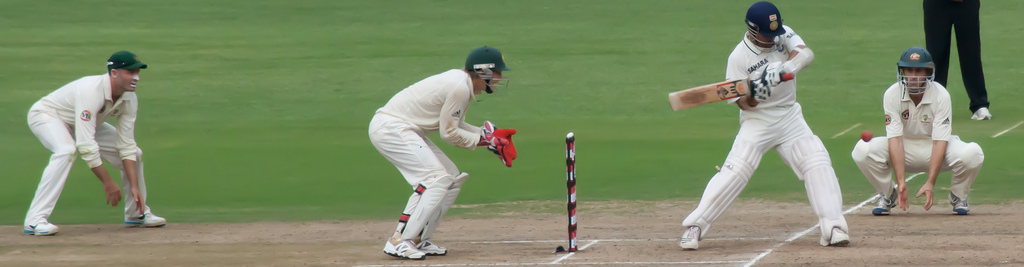
テンドルカールがテスト通算14000ランを達成したバッティング。
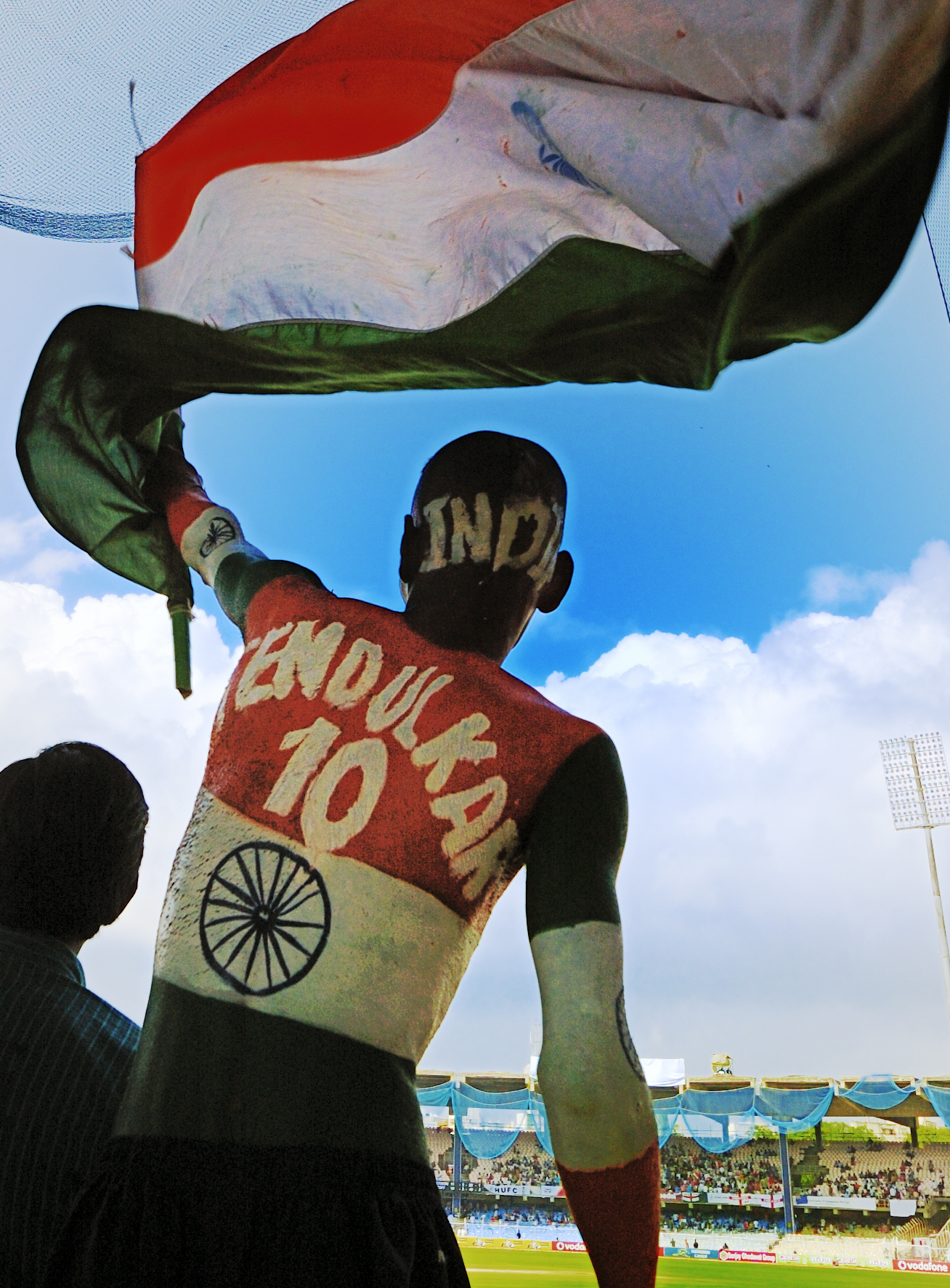
テンドルカールのファン
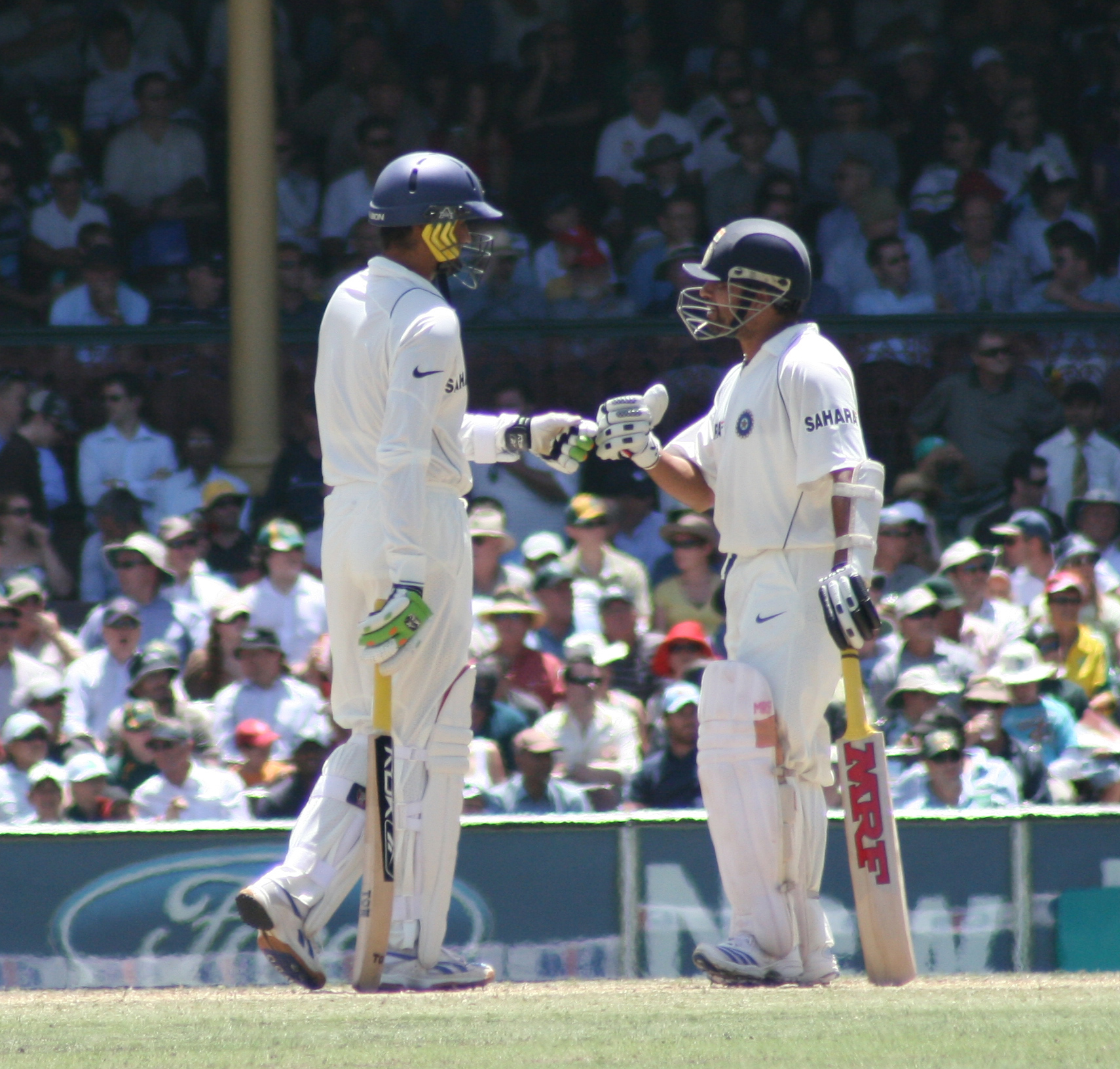
インドのチームメイトと
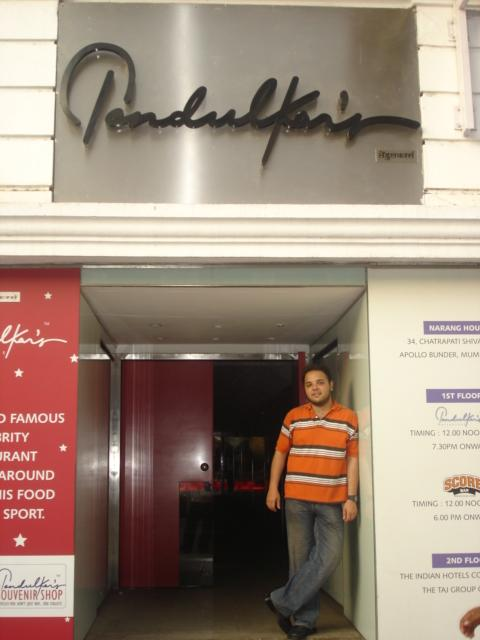
名前を用いたレストラン
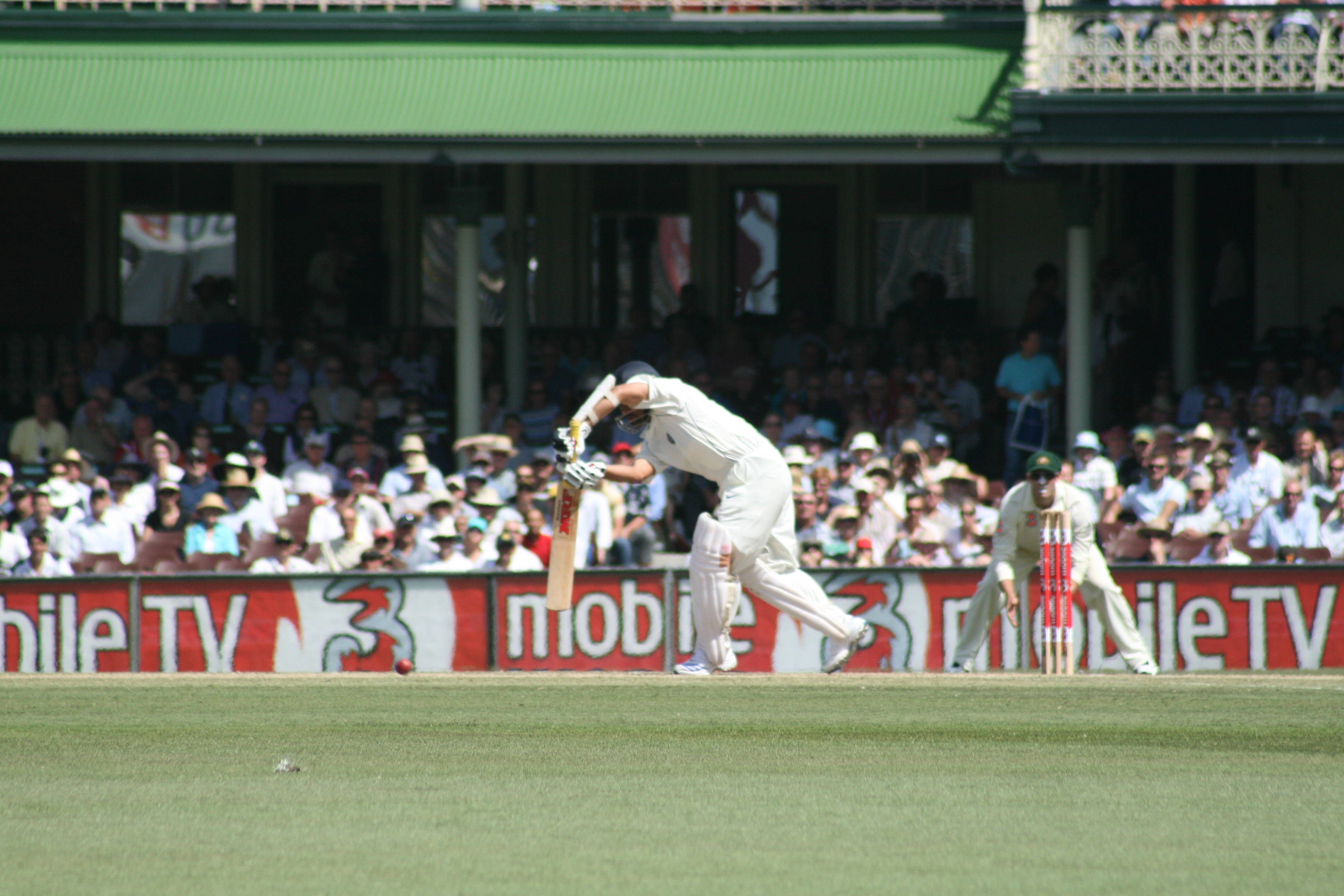
ストリークを打つテンドルカール
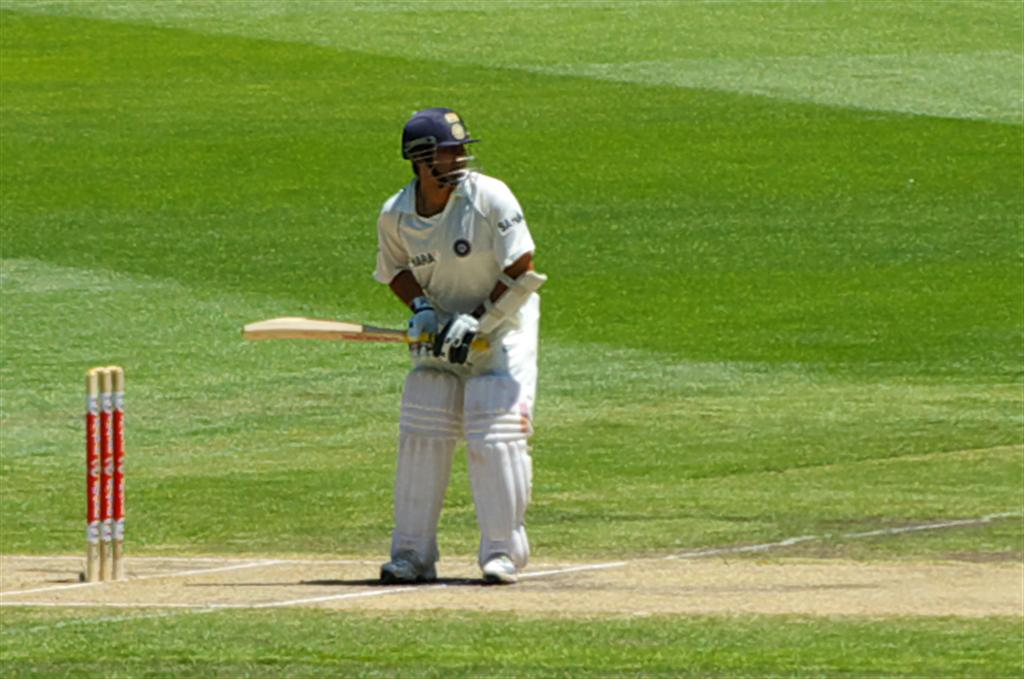
打つ準備をするテンドルカール